# Jazz Jackrabbit (jeu vidéo, 1994)
Pour les articles homonymes, voir Jackrabbit.
Jazz Jackrabbit est un jeu de plates-formes développé et publié par Epic MegaGames. Il connaît une suite sous le nom Jazz Jackrabbit 2.

## Scénario
Jazz — le héros éponyme du jeu — est un lièvre (jackrabbit en anglais) vert. Armé de son pistolet à rayon LFG-2000 (allusion au BFG 9000 (en) du jeu Doom), il doit parcourir une longue route et combattre une armée de tortues "terroristes" avant de délivrer la princesse Eva Earlong.

## Système de jeu
Au cours du jeu, divers éléments seront disponibles à ramasser afin d'aider le joueur dans sa progression, tel que des boucliers, un oiseau à canon inséré pour prêter main-forte au joueur, des baskets de rapidité pour courir plus vite sur un temps limité, un item d'invincibilité temporaire, des items de points faisant augmenter le score du joueur,  
mais également divers types de munitions: 
- Blaster (Anti-matière): munition de base par défaut, et à capacité de munition illimité.
- Toaster (Grilleur): une sorte de lance-flammes doté d'un tir légèrement plus étanche que le Blaster.
- Grenade launcher (Lance-grenades): permettant particulièrement de toucher des ennemis se trouvant sur une plateforme d'un niveau inférieur au joueur.
- Rocket launcher (Lance-roquettes): permettant de tirer des roquettes en diagonales.
- Explosives (Explosifs): permettant de tuer tous les ennemis visibles à l'écran.

Les diverses étapes du jeu sont représentés sous forme de planètes (Jazz étant équipé d'un vaisseau spatial, visible dans certaines fins d'épisodes), chaque planète reprenant un thème différent mais souvent tantôt industriel, tantôt exotique.
Les musiques du jeu ont été composées par Robert A. Allen et sont dotés d'une diversité particulière mais sont plus souvent composé sous un genre Pop, ou Rock (notamment pour les musiques des boss (Guardian) ).